# Rhamphobrachium brevicornutum
Rhamphobrachium brevicornutum är en ringmaskart som först beskrevs av Moore 1903.  Rhamphobrachium brevicornutum ingår i släktet Rhamphobrachium och familjen Onuphidae. Inga underarter finns listade i Catalogue of Life.